# Tudor Sălăgean
Tudor Sălăgean (n. 26 aprilie 1968, Cluj, România) este istoric și etnograf, specialist în istoria și civlizația Transilvaniei. Din 2011 este director al Muzeului Etnografic al Transilvaniei din Cluj.
Este specializat în următoarele domenii de cercetare: patrimoniu cultural, civilizația Transilvaniei medievale și premoderne, cultură hegemonică și culturi subalterne, genealogie, hermetism și societăți secrete.

## Lucrări (selectiv)
- Un voievod al Transilvaniei - Ladislau Kán (1294-1315), Cluj-Napoca, ed. Argonaut, 2007;
- Masoneria în Transilvania. Repere istorice, Cluj-Napoca, ed. International Book Access, 2007, 2009, 2010, 2012, 2018 - coordonator, coautor;
- Cluj - Kolozsvár - Klausenburg. Album istoric, Cluj-Napoca, ed. Tribuna, 2007 - coordonator, coautor;
- Cluj - "orașul comoară" al Transilvaniei / Cluj - The Treasure City of Transylvania, Cluj-Napoca, ed. Argonaut / Muzeul Național de Istorie a Transilvaniei, 2007 - coautor;
- Țara lui Gelou. Contribuții la istoria Transilvaniei de nord în secolele IX-XI, Cluj-Napoca, ed. Argonaut, 2006;
- Transilvania în a doua jumătate a secolului al XIII-lea. Afirmarea regimului congregațional, Centrul de Studii Transilvane, 2003, 2007;
- „Dextram dantes”. Note asupra specificului raporturilor dintre cuceritorii maghiari și populația locală din nordul Transilvaniei în secolele X-XIV, 2005; versiune electronică: ;
- „Terra ultrasilvana”. Structuri teritoriale și realități politice în nordul Transilvaniei în secolele IX-XI, 2005.